# Dzierżkowice (Opolské vojvodství)
Dzierżkowice (česky Držkovice, německy Dirschkowitz a v letech 1936-1945 německy Dirschkenhof) je ves v jižním Polsku, v Opolském vojvodství, v Powiatu głubczyckém, ve gmině Branice.

## Geografie
Ves leží v Opavské pahorkatině na řece Opavě. Přes ves protéká potok Potok od Jakubowic, levý přítok Opavy.

## Demografie
V roce 1939 měla ves 357 obyvatel, v roce 2008 měla 148 obyvatel.

## Historie
V roce 1742 byla vesnice rozdělena mezi Rakousko a Prusko. Pruská část je dnes v Polsku. Rakouská část je dnes katastrální území Držkovice v městské části Vávrovice ve statutárním městě Opava v Česku.